# Gesundheitsmarkt
Der Gesundheitsmarkt ist in der Gesundheitsökonomie ein Markt, auf dem Angebot und Nachfrage nach Gesundheitsgütern aufeinander treffen. Gemessen an den Krankheitskosten gehören weltweit vor allem in den Industriestaaten die Gesundheitsmärkte zu den größten Teilmärkten einer Volkswirtschaft. In Deutschland ermittelte das Statistische Bundesamt für 2020 Krankheitskosten von insgesamt 431,8 Mrd. Euro, das sind 5190 Euro pro Kopf, wobei sich die höheren Krankheitskosten der Frauen (61,9 %) tendenziell denen der Männer (38,1 %) angleichen. Damit erreichten die Krankheitskosten 12,7 % des Bruttoinlandsprodukts. In der deutschen Gesundheitswirtschaft waren im Jahr 2022 fast 8,1 Millionen Erwerbstätige beschäftigt, das sind 17,8 % aller Beschäftigten.
Die Gesundheitswirtschaft grenzt sich vom Gesundheitsmarkt dadurch ab, dass sie Produkte der Medizintechnik anbietet, die durch Ärzte oder Krankenhäuser auf dem Gesundheitsmarkt als Arbeitsmittel für die Diagnose und Therapie von Patienten genutzt werden.

## Marktstruktur
Die Marktstruktur des Gesundheitsmarktes kann wie folgt beschrieben werden: 
| Kriterium       | Merkmal |
| --------------- | --- |
| Handelsobjekt   | Gesundheitsgüter |
| Marktpreis      | Krankheitskosten |
| Marktteilnehmer | Anbieter: Apotheken, Heilberufe, Krankenhäuser, Pharmaunternehmen, Gutachter; Nachfrager: Patienten, gesetzliche und private Krankenversicherungen, Betriebskrankenkassen und Beamtenbeihilfe |

Die Handelsobjekte des Gesundheitsmarkts werden vielfach Gesundheitsgüter genannt und setzen sich zusammen aus Dienstleistungen (ärztliche Aufklärung, ärztliche Behandlung, Gutachten, Operationen, Pflegedienste, Rettungsdienste) und Gütern wie Arzneimittel, Heilmittel und Hilfsmittel.

### Geschichte
Früher wurden Produktions- und Dienstleistungsbereiche der Gesundheitsversorgung, die Gewinne erwirtschafteten (wie Pharmahersteller), der Industrie zugeordnet, die kostenträchtigen Belange wie die Krankenversorgung dem Gesundheitswesen. Darüber hinaus gab es die Lebenswissenschaften (englisch Life Sciences), die als zukunftsträchtige Forschungsbereiche gefördert wurden. Mittlerweile ist es völlig unumstritten, dass die verschiedenen Bereiche zusammengehören und nur zwei Seiten derselben Medaille „Gesundheitswirtschaft“ entsprechen. Diese werden anschaulich gegliedert in Kernbereich, Vorleistungs- und Zuliefererbereich sowie gesundheitsrelevante Randbereiche im „Zwiebelmodell der Gesundheitswirtschaft“. Der Kernbereich der Gesundheitswirtschaft wird auch als „erster Gesundheitsmarkt“ bezeichnet.

### Nachfrager
Die Krankenversicherungen (gesetzliche Krankenversicherung und private Krankenversicherung), die Betriebskrankenkassen und die Beamtenbeihilfe stehen auf der Seite der Patienten als Nachfrager, weil sie deren Zahlungsbereitschaft durch Versicherungsschutz sichern.
Die Nachfrage am Markt für Gesundheitsgüter folgt in vielerlei Hinsicht nicht den Regeln eines vollkommenen Marktes. Bei diesem wird angenommen, dass tendenziell die Güternachfrage nach dem Gesetz der Nachfrage bei steigendem Marktpreis sinkt, was auf dem Gesundheitsmarkt nicht der Fall ist. Steigt der Preis, würde niemand nur deswegen eine notwendige Operation verschieben oder unterlassen, so dass von einer unelastischen Nachfrage ausgegangen werden kann. Ferner gibt es externe Effekte, die darin bestehen, dass der Konsum von einem Marktteilnehmer andere Marktteilnehmer schädigen könnte (externe Kosten) oder diese einen Nutzen ziehen können (externer Nutzen), ohne dass sie in den Konsum eines Gutes involviert waren. Zudem besteht unvollkommene Information, weil insbesondere die Patienten häufig ein Informationsdefizit aufweisen, und es existieren Präferenzen (persönliche: Hausarzt, sachliche: Abhängigkeiten von einem bestimmten Präparat).

### Anbieter
Einflussgrößen des Gesundheitsmarkts sind neben den Krankheitskosten die Marktteilnehmer, die sich aus Patienten als Nachfrager und Leistungsträgern als Anbieter rekrutieren. Das Güterangebot auf dem Gesundheitsmarkt wird unter dem Oberbegriff „Leistungsträger“ zusammengefasst. Hierzu gehören insbesondere Apotheken, Ärzte, Gutachter, Heilberufe, Krankenhäuser, Pflegedienste, Rettungsdienste oder Pharmaunternehmen. Patientenzufriedenheit können die Leistungsträger erreichen, wenn sie eine vollständige Heilung des Patienten herbeiführen. 

### Marktpreis
Als Marktpreis fungieren auf dem Gesundheitsmarkt die Krankheitskosten, zu denen auch Unfallkosten gerechnet werden. Ihre Preisbildung erfolgt nicht durch Angebot und Nachfrage, sondern meist über Höchstpreise. Die Leistungserbringer unterliegen gesetzlichen Preisgrenzen wie Arzneimittelpreisverordnung, Gebührenordnungen, Festbeträgen oder Fallpauschalen und Sonderentgelten, so dass der Marktpreis ein weitgehend administrierter Preis ist. Die Krankheitskosten stellen somit Faktorkosten für Patienten und Krankenversicherungen und Faktoreinkommen für die Leistungserbringer dar.

### Marktformen
Auf dem Gesundheitsmarkt gibt es das Angebotsmonopol durch forschende Pharmaunternehmen, die ein zugelassenes Arzneimittel während der Patentlaufzeit allein zu einem Festpreis anbieten dürfen, oder das bilaterale Monopol durch Preisverhandlungen zwischen dem GKV-Spitzenverband und einem Pharmaunternehmen. Auch das Oligopol und Polypol sind anzutreffen. Der Gesundheitsmarkt wird dabei wesentlich durch die Anbieter bestimmt, die eine große Marktmacht auf sich vereinigen. Pharmaunternehmen, Ärzte und Krankenhäuser können Patienten als „Stammkunden“ beispielsweise bei chronischen Krankheiten gewinnen und ihre Umsatzerlöse mittel- bis langfristig sichern. 

### Marktregulierung
Die Marktregulierung auf dem Gesundheitsmarkt ist besonders ausgeprägt. Die Marktpreise werden durch die Arzneimittelpreisverordnung, die Preisgrenzen in Form eines Höchstpreises vorsieht, nicht der freien Preisbildung überlassen. Betroffen sind verschreibungspflichtige Fertigarzneimittel, in der Apotheke hergestellte Arzneimittel, aber auch die Abgabepreise des Pharmagroßhandels bei Abgabe an die Apotheken. Wie bei der Mietpreisbindung hat dies zur Folge, dass die forschenden Pharma-Unternehmen weniger Forschung und Entwicklung betreiben, weil sie keine vollständige Gewinnmaximierung betreiben dürfen und ihre Herstellungskosten durch Verlagerungen der Produktionsstätten in Niedriglohn- und Niedrigsteuerländer vermindern müssen. Dadurch können Probleme bei Lieferketten entstehen, die zu Regallücken in Apotheken führen können. Für den Handel eröffnet sich wegen der räumlichen Preisdifferenzierungen der Pharmaunternehmen die Möglichkeit des Reimportes. Preisgrenzen werden zudem durch die Gebührenordnungen für die verschiedenen Heilberufe vorgegeben. Weitere Marktregulierung erfolgt durch die Verschreibungspflicht, welche die Nachfrage der Patienten nach Arzneimitteln einschränkt und das Rezept von Ärzten erfordert. Marktzutrittsschranken gibt es für Marktteilnehmer wie Pharmahersteller, die wegen der Kapitalintensität hohes Eigen- und Fremdkapital aufbringen müssen und die Approbation für Heilberufe, verschreibungspflichtige Arzneimittel bedürfen der Arzneimittelzulassung.

### Erster und zweiter Gesundheitsmarkt
Zuweilen ist eine Aufteilung zwischen dem ersten und zweiten Gesundheitsmarkt zu finden. Dabei fungieren die Krankenkassen mit ihren Sachleistungen für Behandlungen mit medizinischer Indikation im Falle einer Krankheit von gesetzlich Versicherten als Marktteilnehmer auf dem „ersten Gesundheitsmarkt“. Dieser wird größtenteils durch die gesetzliche Krankenversicherung und die private Krankenversicherung (einschließlich Pflegeversicherung) finanziert. Alle Gesundheitsgüter, die entweder medizinisch nicht notwendig sind oder denen Nachweise der Evidenz fehlen, werden demnach dem „zweiten Gesundheitsmarkt“ zugerechnet. Hiermit werden alle privat finanzierten Produkte und Dienstleistungen rund um die Gesundheit bezeichnet. Aus Patientensicht gehören zum zweiten Gesundheitsmarkt beispielsweise individuelle Gesundheitsleistungen – IGeL – als typische Handelsobjekte.

### Teilmärkte
In der Pharmaindustrie respektive bei den Kostenträgern (Krankenversicherungen etc.) unterscheidet man zwischen „Pharma-Gesamtmarkt“, „Apotheken-Gesamtmarkt“ und „GKV-Markt“. Der Pharma-Gesamtmarkt lässt sich unterscheiden in einen Krankenhaus- (oder Klinik- / Hospital-) und Apothekenmarkt. Marktforschungsunternehmen wie z. B. IMS Health liefern dazu die Marktdaten.

## Statistik
Den Anteil der Gesundheitsausgaben am Bruttoinlandsprodukt (BIP) in einzelnen Staaten zeigt folgende Tabelle:
| Staat                  | Anteil am BIP in % |
| ---------------------- | ------------------ |
| Vereinigte Staaten     | 16,6               |
| Deutschland            | 12,7               |
| Frankreich             | 12,1               |
| Japan                  | 11,5               |
| Österreich             | 11,4               |
| Vereinigtes Königreich | 11,3               |
| Schweiz                | 11,3               |
| Kanada                 | 11,2               |
| Neuseeland             | 11,2               |
| Belgien                | 10,9               |
| Schweden               | 10,7               |
| Portugal               | 10,6               |
| Spanien                | 10,4               |
| Niederlande            | 10,2               |
| Argentinien            | 10,0               |
| Finnland               | 10,0               |

Mit Abstand führen die USA im Anteil der Gesundheitsausgaben am BIP, gefolgt von Deutschland. Alle aufgelisteten Staaten liegen oberhalb des OECD-38 Durchschnitts, der 9,2 % des BIP beträgt. Unterhalb liegen beispielsweise Chile und Italien (jeweils 9,0 %), Griechenland (8,6 %) oder Norwegen (7,9 %); Schlusslicht bildet Indien mit 2,9 %.
In einer Studie von The Commonwealth Fund aus dem August 2021 werden die Gesundheitssysteme von 11 Staaten mit hohem Einkommen hinsichtlich mehrerer Strukturmerkmale verglichen. Im Ergebnis dieses Vergleichs waren Norwegen, die Niederlande und Australien die Spitzenreiter in der Gesamtbetrachtung. Im Mittelfeld lagen das Vereinigte Königreich, Deutschland, Neuseeland, Schweden und Frankreich. Die Schweiz und Kanada schnitten schlechter ab als diese Länder,  das Schlusslicht war die USA.

## Wirtschaftliche Aspekte
Von Erich Fromm stammt das Zitat „eine gesunde Wirtschaft braucht kranke Menschen“, denn die Gesellschaft nimmt in Kauf, kranke Menschen zu produzieren, weil wir auf diese Weise eine gesunde Wirtschaft haben. Der wachsende Marktanteil des Gesundheitsmarkts am BIP und den gesamten Erwerbstätigen kommt in diesem Zitat zum Ausdruck. Die zunehmende Ökonomisierung des Gesundheitsmarkts etwa durch Budgetierungen und Fallpauschalen führt jedoch nicht unbedingt zu einem ökonomisch funktionierenden Markt. Nur eine Erhöhung der Wirtschaftlichkeit und eine Schonung von Ressourcen sollte das Ziel einer Ökonomisierung sein.
Wesentliche Treiber des Gesundheitsmarktes sind medizin-technische Produktinnovationen, die steigende Lebenserwartung mit entsprechender Zunahme von Erkrankungen sowie die Bevölkerungsentwicklung, exemplarisch insbesondere die Demografie Deutschlands. Die Kräfte des Gesundheitsmarktes unterliegen jedoch einer betont staatlichen Regulierung mit einer Vielzahl von Novellierungen seit 1976 bzw. Gesundheitsreformen auf gesetzgeberischer Ebene wie im Sozialgesetzbuch. Anders als auf dem Gütermarkt muss auf dem Gesundheitsmarkt nicht der Patient als Nachfrager die Kaufkraft besitzen, sondern die Krankenversicherungen. Gesetzliche Preisgrenzen vermindern das Preisrisiko für Patienten und deren Krankenversicherungen, erhöhen jedoch das Unternehmerrisiko der Leistungsträger, deren Gewinnerzielungsabsicht gesetzlich eingeschränkt ist. Deren Einkommen oder Gewinn wird gesetzlich begrenzt, was zu Ärztemangel, Schwierigkeiten bei der Krankenhausfinanzierung (siehe Krankenhausstrukturgesetz) bis hin zu Insolvenzen von Krankenhäusern führt (Unterproduktion). Damit tragen Preisgrenzen zum Marktversagen oder zu Marktstörungen auf dem Gesundheitsmarkt bei. 
Das Marktversagen kommt auch durch externe Effekte zum Ausdruck. Beispielsweise kann der Konsum eines Arzneimittels dazu führen, dass nicht nur die Gesundheit eines einzigen Patienten, sondern auch die Gesundheit anderer Individuen geschützt oder verbessert werden (etwa durch die Impfung gegen Corona); dies ist ein so genannter „physischer externer Effekt“; oder kann zu einer höheren Zufriedenheit anderer Marktteilnehmer („psychischer externer Effekt“) beitragen. Vom Staat organisierte und finanzierte Massenimpfungen wie bei der Corona-Pandemie können zu einem Pareto-Optimum führen, weil die generelle Impfpflicht die Ausschließbarkeit nicht anwendbar macht, da niemand von der Impfung ausgeschlossen werden kann und zudem Nicht-Rivalität in der Bevölkerung vorliegt.
Auf dem Gesundheitsmarkt prallen – mehr oder weniger starke – ökonomische Interessen der Anbieter und Krankenversicherungen und gesundheitlich-soziale Interessen der Patienten aufeinander. Durch § 20 SGB V müssen die Krankenkassen Leistungen zur Verhinderung und Verminderung von Krankheitsrisiken (primäre Prävention) sowie zur Förderung des selbst-bestimmten gesundheitsorientierten Handelns der Versicherten (Gesundheitsförderung) vorsehen, wodurch sie zugleich als Anbieter der „Ware Gesundheit“ fungieren.
Wie wichtig es aus Sicht der Versicherten ist, dass die Kräfte des Gesundheitsmarktes durch Marktbeobachtung kontrolliert werden, zeigt auch die Preisbildung bei Arzneimitteln mit fast kontinuierlich überdurchschnittlicher Preissteigerung bis 2010 und die daraus folgenden Veränderungen bei der Arzneimittelzulassung und in der Arzneimittelpreisverordnung. Aus diesen Diskussionen erschließt sich, dass Ethik und Unternehmensethik im Gesundheitsmarkt herausragende Themen sowohl für Patienten und alle Krankenversicherten, als auch für Medizin und Pflege sowie Krankenkassen, Staat und die vielerlei sonstigen an diesem „Markt“ Beteiligten sind. Dazu gehören aktuell vor allem Fragen der Rationalisierung oder gar Rationierung zum Beispiel bei der Kostenerstattung für medizinisch-pflegerische Leistungen sowie von Arzneimitteln und Medizinprodukten unter Qualitäts-, Kosten- und Nutzenaspekten.

## Abgrenzung
Während der Begriff Gesundheitswesen eher als Beschreibung des äußerst komplexen Gesundheitssystems der Krankenversorgung dient, umfasst die Gesundheitswirtschaft als ganze nicht nur die überwiegend öffentlich finanzierte und staatlich reglementierte, unmittelbare stationäre und ambulante Versorgung Kranker, die – je nach Betrachtungsweise – wirtschaftlich nur etwa ein Viertel des gesamten „Marktes“ dieser Branche ausmacht. Der Gesundheitsmarkt gilt als der größte und zugleich expansivste Wachstums- und Beschäftigungsmotor aller deutschen Branchen. Moderne Vertreter der Kondratjew-Theorie wie Leo Nefiodow oder später auch Erik Händeler sehen in der steigenden wirtschaftlichen Bedeutung gesundheitsbezogener Produkte ein Zeichen dafür, dass die Basisinnovation für den nächsten langanhaltenden Aufschwung in diesem Sektor liege.